# Coelosternus
Coelosternus är ett släkte av skalbaggar. Coelosternus ingår i familjen vivlar.

## Dottertaxa tillCoelosternus, i alfabetisk ordning[1]
- Coelosternus acutidens
- Coelosternus adumbratus
- Coelosternus albidus
- Coelosternus albilaterus
- Coelosternus albipes
- Coelosternus albonotatus
- Coelosternus albotessellatus
- Coelosternus albotinctus
- Coelosternus albovittatus
- Coelosternus alternans
- Coelosternus amitinus
- Coelosternus amplicollis
- Coelosternus angulatus
- Coelosternus angulicollis
- Coelosternus antennarius
- Coelosternus anxius
- Coelosternus apicalis
- Coelosternus argenteus
- Coelosternus argentinus
- Coelosternus armiger
- Coelosternus armipes
- Coelosternus asperatus
- Coelosternus aspericollis
- Coelosternus aspernabilis
- Coelosternus aspis
- Coelosternus atomarius
- Coelosternus atroalbidus
- Coelosternus atrobrunneus
- Coelosternus atrogriseus
- Coelosternus atropos
- Coelosternus atrosignatus
- Coelosternus audax
- Coelosternus aurosus
- Coelosternus aurulentus
- Coelosternus balteatus
- Coelosternus basalis
- Coelosternus bicolor
- Coelosternus bidentipes
- Coelosternus bilamellatus
- Coelosternus bipunctatus
- Coelosternus bolivianus
- Coelosternus bondari
- Coelosternus boops
- Coelosternus brasiliensis
- Coelosternus brevicollis
- Coelosternus brevis
- Coelosternus brunneofasciatus
- Coelosternus brunnescens
- Coelosternus callangensis
- Coelosternus carinatus
- Coelosternus cariniceps
- Coelosternus carinifrons
- Coelosternus carinithorax
- Coelosternus cervinus
- Coelosternus cinereus
- Coelosternus claviger
- Coelosternus clientellus
- Coelosternus cocaensis
- Coelosternus compernis
- Coelosternus conicicollis
- Coelosternus consimilis
- Coelosternus conspicuus
- Coelosternus consputus
- Coelosternus convexus
- Coelosternus costaricensis
- Coelosternus costellus
- Coelosternus cristatus
- Coelosternus crucifer
- Coelosternus curtulus
- Coelosternus curtus
- Coelosternus curvicristatus
- Coelosternus cylindricornis
- Coelosternus cylindricus
- Coelosternus decarinatus
- Coelosternus delumbis
- Coelosternus dentipes
- Coelosternus discretus
- Coelosternus dissimulatus
- Coelosternus dorsalis
- Coelosternus electus
- Coelosternus elongatus
- Coelosternus ephippiatus
- Coelosternus exornatus
- Coelosternus falcatus
- Coelosternus fallax
- Coelosternus fasciculatus
- Coelosternus filicornis
- Coelosternus flavescens
- Coelosternus flavidior
- Coelosternus flavomaculatus
- Coelosternus fraternus
- Coelosternus fulvus
- Coelosternus gallinago
- Coelosternus gemellus
- Coelosternus gibbicollis
- Coelosternus glabrirostris
- Coelosternus globicollis
- Coelosternus gracilirostris
- Coelosternus grandicollis
- Coelosternus granicollis
- Coelosternus griseolus
- Coelosternus grisescens
- Coelosternus griseus
- Coelosternus grossepunctatus
- Coelosternus guadelupensis
- Coelosternus haemorrhoes
- Coelosternus hispidulus
- Coelosternus hispidus
- Coelosternus humerifer
- Coelosternus impressus
- Coelosternus inaequalis
- Coelosternus incomptus
- Coelosternus indifferens
- Coelosternus infernalis
- Coelosternus insulsus
- Coelosternus interjectus
- Coelosternus interruptus
- Coelosternus janeirus
- Coelosternus javanus
- Coelosternus joculatorius
- Coelosternus laevirostris
- Coelosternus latevittatus
- Coelosternus laticollis
- Coelosternus latipennis
- Coelosternus lineatifrons
- Coelosternus lineatopilosus
- Coelosternus longipennis
- Coelosternus longiusculus
- Coelosternus loripes
- Coelosternus lutescens
- Coelosternus lutosus
- Coelosternus maculatus
- Coelosternus maculipes
- Coelosternus maculosus
- Coelosternus manihoti
- Coelosternus miniatus
- Coelosternus misellus
- Coelosternus modestus
- Coelosternus molestus
- Coelosternus multidentatus
- Coelosternus nanus
- Coelosternus neutralis
- Coelosternus nigrisetis
- Coelosternus nigromaculatus
- Coelosternus nigrovariegatus
- Coelosternus nipirostris
- Coelosternus niveopictus
- Coelosternus notaticeps
- Coelosternus notulatus
- Coelosternus novaeteutoniae
- Coelosternus nubilosus
- Coelosternus oblongus
- Coelosternus obtusus
- Coelosternus occatus
- Coelosternus occipitalis
- Coelosternus ochraceus
- Coelosternus olivaceus
- Coelosternus olivicolor
- Coelosternus orbaticollis
- Coelosternus oscitans
- Coelosternus ovipennis
- Coelosternus pallidus
- Coelosternus panamaensis
- Coelosternus panchezi
- Coelosternus parallelus
- Coelosternus parensis
- Coelosternus peruanus
- Coelosternus philippinensis
- Coelosternus phoenicurus
- Coelosternus picus
- Coelosternus plaumanni
- Coelosternus plumbeus
- Coelosternus plumigus
- Coelosternus plumipes
- Coelosternus plumipus
- Coelosternus poecilus
- Coelosternus polycoccus
- Coelosternus polyscelis
- Coelosternus postangustatus
- Coelosternus pseudopinaroides
- Coelosternus pullatus
- Coelosternus pumilus
- Coelosternus punctiventris
- Coelosternus pusillus
- Coelosternus quadrinodosus
- Coelosternus raptorius
- Coelosternus raucus
- Coelosternus rhomboidalis
- Coelosternus rudis
- Coelosternus rufescens
- Coelosternus ruficornis
- Coelosternus rufus
- Coelosternus rugicollis
- Coelosternus scolopax
- Coelosternus scrobicollis
- Coelosternus semialbus
- Coelosternus semicostatus
- Coelosternus seminiger
- Coelosternus sentus
- Coelosternus signaticollis
- Coelosternus simplex
- Coelosternus soleatus
- Coelosternus squamosus
- Coelosternus striolatus
- Coelosternus sturio
- Coelosternus subfasciatus
- Coelosternus sublinearis
- Coelosternus subornatus
- Coelosternus subovatus
- Coelosternus subrhomboidalis
- Coelosternus subsulcaticollis
- Coelosternus subundatus
- Coelosternus sulcatostriatus
- Coelosternus sulcatulus
- Coelosternus sulcatus
- Coelosternus sulcicollis
- Coelosternus superciliosus
- Coelosternus suratus
- Coelosternus suturalis
- Coelosternus tardipes
- Coelosternus tenuirostris
- Coelosternus tessellatus
- Coelosternus tesserulatus
- Coelosternus thoracicus
- Coelosternus tigrinus
- Coelosternus tuberculicollis
- Coelosternus tubericollis
- Coelosternus tuberifrons
- Coelosternus umbraticollis
- Coelosternus umbrosus
- Coelosternus unicolor
- Coelosternus uniformis
- Coelosternus validus
- Coelosternus variipennis
- Coelosternus varipes
- Coelosternus vastidens
- Coelosternus velamen
- Coelosternus versicolor
- Coelosternus veterator
- Coelosternus vilis
- Coelosternus vossi
- Coelosternus vulpinus